# Майский сельсовет (Енисейский район)
Майский сельсовет - сельское поселение в Енисейском районе Красноярского края.
Административный центр - посёлок Майское.

## Население
| 2010 | 2012 | 2013 | 2014 | 2015 | 2016 | 2017 |
| ---- | ---- | ---- | ---- | ---- | ---- | ---- |
| 565  | ↘541 | ↘524 | ↘522 | ↘518 | ↘502 | ↗505 |

## Состав сельского поселения
В состав сельского поселения входит один населённый пункт — посёлок Майское.

## Местное самоуправление
Майский сельский Совет депутатов
Дата избрания: 14 марта 2010 года. Срок полномочий: 4 года
Глава муниципального образования
- Соломенникова Анастасия Валерьевна. Дата избрания: 14 марта 2010 года. Срок полномочий: 4 года